# Чистец туркменский
Чистец туркменский (лат. Stáchys turcomanica) — вид полукустарников рода Чистец (Stachys) семейства Яснотковые (Lamiaceae).

## Распространение и экология
Распространён в горном Туркменистане. Эндемик. Описан из Кизыл-Арвата.
Растёт в горных районах, по каменистым склонам.

## Ботаническое описание
Стебли многочисленные, молодые стебли прямые, простые, белёсые.
Листья продолговато-линейные, стеблеобъемлющие.
Соцветие кистеобразное, у основания широко расставленное, к верхушке сближенное; прицветники недоразвитые, щетиновидные; чашечка трубчато-колольчатая, с ланцетными зубцами.
Орешки трёхгранные, голые.

## Классификация

### Таксономия
Вид Чистец туркменский входит в род Чистец (Stachys) подсемейства Яснотковые (Lamioideae) семейства Яснотковые (Lamiaceae) порядка Ясноткоцветные (Lamiales).
|  |                                      |  |                                                             |                                                             |                      |  | ещё около 20 семейств (согласно Системе APG II) | ещё около 20 семейств (согласно Системе APG II) |                         |  |  |  | ещё около 35 родов  | ещё около 35 родов     |  |  |
|  |                                      |  |                                                             |                                                             |                      |  | ещё около 20 семейств (согласно Системе APG II) | ещё около 20 семейств (согласно Системе APG II) |                         |  |  |  | ещё около 35 родов  | ещё около 35 родов     |  |  |
|  |                                      |  |                                                             | порядок Ясноткоцветные                                      |                      |  |                                                 |                                                 | подсемейство Яснотковые |  |  |  |                     | вид Чистец туркменский |  |  |
|  |                                      |  |                                                             | порядок Ясноткоцветные                                      |                      |  |                                                 |                                                 | подсемейство Яснотковые |  |  |  |                     | вид Чистец туркменский |  |  |
|  | отдел Цветковые, или Покрытосеменные |  |                                                             |                                                             | семейство Яснотковые |  |                                                 |                                                 | род Чистец              |  |  |  |                     |                        |  |  |
|  | отдел Цветковые, или Покрытосеменные |  |                                                             |                                                             |                      |  |                                                 |                                                 |                         |  |  |  |                     |                        |  |  |
|  |                                      |  | ещё 44 порядка цветковых растений (согласно Системе APG II) | ещё 44 порядка цветковых растений (согласно Системе APG II) |                      |  |                                                 | ещё 7 подсемейств                               | ещё 7 подсемейств       |  |  |  | ещё более 300 видов |                        |  |  |
|  |                                      |  |                                                             | ещё 44 порядка цветковых растений (согласно Системе APG II) |                      |  |                                                 |                                                 | ещё 7 подсемейств       |  |  |  |                     |                        |  |  |